# Politisk opbakning
Politisk opbakning er virkningen af offentligt at erklære ens personlige eller gruppes støtte til en kandidat.
Politisk opbakning kan f.eks. være at et politisk parti tilkendegiver, at det vil støtte et andet partis lovforslag.